# Weigelshof

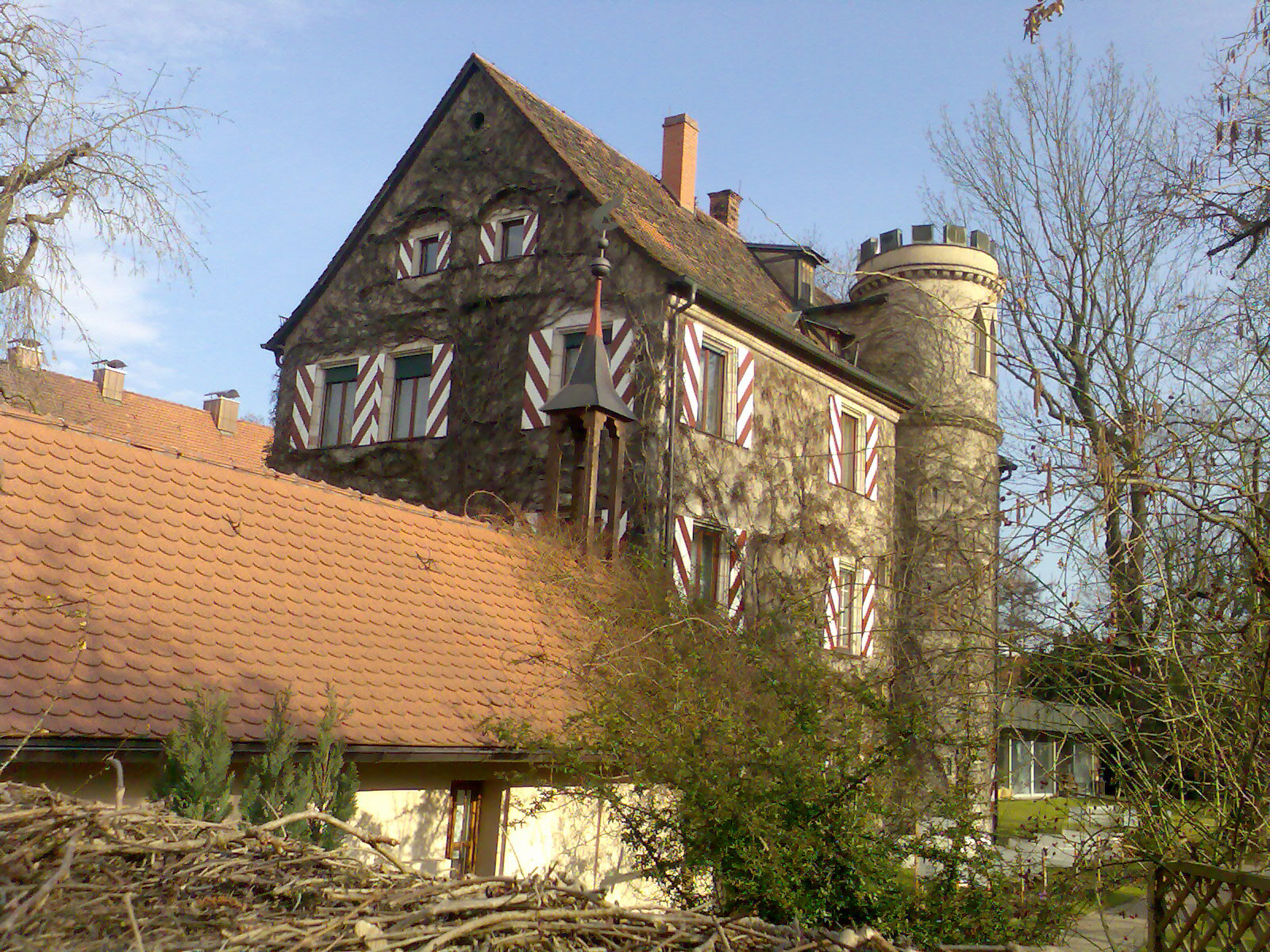
Herrensitz Weigelshof

Weigelshof (nürnbergisch: Waiglshuf) ist ein Stadtteil der kreisfreien Stadt Nürnberg und gehört zum statistischen Bezirk 90 St. Jobst.

## Lage
Weigelshof liegt im Nordosten der Stadt Nürnberg. Südlich grenzt der Rechenberg mit der Regiomontanus-Sternwarte an.
Zum Stadtteil zählen folgende Straßen: Oedenbergerstraße, Bismarckstraße, Clausewitzstraße, Harzstraße, Lutzstraße, Nettelbeckstraße, Rechenbergallee, Scharnhorststraße, Schillstraße und Yorckstraße.

## Geschichte
Der Ort wurde im Jahr 1388 als „Weigels Hoff“ erstmals urkundlich erwähnt. Das Anwesen wurden nach den Nürnberger Patriziern Weigel benannt. 1507 gestattete der Nürnberger Rat Fabian Haller den Bau eines Lusthäuschens neben dem Weigelhof. Seit dem 16. Jahrhundert war das Anwesen in Besitz der Rech. 1552 wurde dieser in der Folge des Zweiten Markgrafenkriegs zerstört und 1568 von Karl Pfinzing wieder aufgebaut. Es folgten 1617 als Erben die Scheurl von Defersdorf, 1649 deren Enkel Carl Sebastian Pfinzing von der Gründlacher Linie, 1739 als Vermächtnis der Gerichtsschreiber und Spitalmeister Johann Andreas Regulein, die Kaufmannsfamilie Günther, 1777 heiratete die Jungfer Sibylla Günther Carl Friedrich Volckamer von Kirchensittenbach, der 1786 verstarb, 1794 vermählte sie sich mit dem preußischen Kammerherrn Friedrich Gottfried Ernst Freiherrn von Egloffstein (1769–1848). 1808 verfügte die Erbengemeinschaft des Nürnberger Kaufmanns Wilhelm Gottfried Kießling über das Anwesen, 1815 der Kaufmann Karl Benedikt Schwarz (1771–1832), der auch Schloss Artelshofen, Henfenfeld, Hirschbach, Laufamholz und Sündersbühl I erwarb, was ihm 1816 zur Nobilitierung verhalf. 
Unter seinem Sohn Johann Christoph David von Schwarz (1802–1885) wurde das Herrenhaus vermutlich noch in den 1830er Jahren von Carl Alexander Heideloff in neogotischem Stil umgestaltet. Bei dieser Gelegenheit erhielt der Treppenturm seinen gotischen Zinnenkranz. Der Barockgarten wurde in eine Englische Anlage umgewandelt. 1843 erwarb der Bankier Georg Martin Kalb das Anwesen; vom nachfolgenden Besitzer Constantin Beck erwarb es 1879 der Hopfenhändler Johannes Barth, der sein Wappen über der Haustüre anbringen ließ. Im Zweiten Weltkrieg wurde das dreigeschossige, aus Sandsteinquadern errichtete Herrenhaus beschädigt und erfuhr nach 1945 eine vereinfachte Instandsetzung. Nach wie vor wird sein Erscheinungsbild von dem mit Schopfwalm und Schleppgauben gegliederten Satteldach, den Blendarkaden im Nordgiebel und dem Zinnenturm geprägt. Zu Beginn der 1950er Jahre wurde einmal festgestellt, dass das Gebäude den Weltkrieg zwar „äußerlich“ überstanden hätte, aber „in seinem Innenausbau ... durch vielfältige Modernisierungen“ gelitten habe.
Gegen Ende des 18. Jahrhunderts bestand Weigelshof aus drei Anwesen (1 Hof, 1 Gut, 1 Nebenhaus). Das Hochgericht übte die Reichsstadt Nürnberg aus, was aber vom brandenburg-bayreuthischen Oberamt Baiersdorf bestritten wurde. Grundherr war der Nürnberger Eigenherr Kisslung.
Von 1797 bis 1810 unterstand der Ort dem Justiz- und Kammeramt Erlangen. Im Rahmen des Gemeindeedikts wurde Weigelshof dem 1813 gebildeten Steuerdistrikt Erlenstegen und der im selben Jahr gegründeten Ruralgemeinde Erlenstegen zugeordnet. Mit dem Zweiten Gemeindeedikt (1818) wurde Weigelshof in die neu gebildete Ruralgemeinde Rennweg umgemeindet. In der freiwilligen Gerichtsbarkeit unterstanden drei Anwesen von 1820 bis 1835 dem Patrimonialgericht Weigelshof. Mit der Eingliederung des Ortes Rennweg in die Stadt Nürnberg im Jahr 1865 hieß die Ruralgemeinde Schoppershof. 1899 wurde diese nach Nürnberg eingemeindet.

### Einwohnerentwicklung
| Jahr      | 001818 | 001824 | 001836 | 001840 | 001861 | 001871 | 001885 |
| Einwohner | 48     | 41     | 45     | 53     | 58     | 94     | 81     |
| Häuser    | 11     | 8      | 10     | 16     |        |        | 12     |
| Quelle    | [ 11 ] | [ 8 ]  | [ 12 ] | [ 13 ] | [ 14 ] | [ 15 ] | [ 16 ] |

## Religion
Weigelshof ist seit der Reformation evangelisch-lutherisch geprägt und nach St. Jobst (Nürnberg) gepfarrt. Die Einwohner römisch-katholischer Konfession sind nach Allerheiligen gepfarrt.